# St. Joseph Channel
St. Joseph Channel är ett sund i Kanada.   Det ligger i provinsen Ontario, i den sydöstra delen av landet, 600 km väster om huvudstaden Ottawa.